# 810-talet

## Händelser
- 819 - Samanidernas dynasti grundas.

## Födda
- 811 – Basileios I, kejsare av Bysantinska riket.
- 813 – Theofilos, kejsare av Bysantinska riket.
- 816 – Formosus, påve.

## Avlidna
- 28 januari 814 - Karl den store, frankisk och langobardisk kung, tysk-romersk kejsare.